# Tarzan (série télévisée, 1991)
Ne doit pas être confondu avec Tarzan (série télévisée).
Pour les articles homonymes, voir Tarzan (homonymie).
Tarzan (Tarzán) est une série télévisée franco-canado-mexicaine en 75 épisodes de 30 minutes, d'après l'œuvre de Edgar Rice Burroughs diffusée en France du 23 décembre 1991 au 15 janvier 1995 sur TF1, au Canada à partir du 4 octobre 1991 sur le réseau CTV et au Québec à partir du 6 janvier 1998 sur le réseau TVA puis rediffusée à l'été 2007 sur le réseau TQS.
Aux États-Unis, la série a été diffusée entre le 6 octobre 1991 et le 31 mai 1998 en syndication, et en Belgique sur Club RTL.

## Historique
Tarzan est la conséquence des quotas de production française imposés à la fin des années 1980. TF1 coproduira ainsi plusieurs séries dont Riviera, et Highlander.

## Synopsis
L'histoire intemporelle de Tarzan et Jane, adaptée aux années 1990 et aux problématiques environnementales.

## Fiche technique
- Titre original : Tarzán
- Réalisation : Gérard Hameline, Sidney Hayers, Kevin James, Henri Safran et Brian Trenchard-Smith
- Scénariste : Daniel Fica, William Gough, Ivan Hayes, Maria Justina, Misha Macdonald, Patricia Maximilian, Anna Sandor, d'après l’œuvre Tarzan de Edgar Rice Burroughs
- Son : Sid Lieberman
- Montage : Jean Coulombe
- Musique : Laurence Juber
- Production : Geoffrey Rowland
- Sociétés de production : Balenciaga Productions et William F Cooke Productions ; Produccione Telemex, TF1 et Dune (coproductions)
- Société de distribution : TF1 Distribution
- Pays d'origine :  France,  Canada et  Mexique
- Langue originale : anglais
- Format : couleur
- Genre : aventure
- Durée : 30 minutes
- Dates de diffusion :
  -  Canada : 4 octobre 1991 sur CTV
  -  France : 23 décembre 1991 sur TF1

## Distribution
- Wolf Larson (VF : Patrick Floersheim) : Tarzan
- Lydie Denier (VF : elle-même) : Jane Porter
- Sean Roberge (VF : Luq Hamet) : Roger Taft, Jr.
- Malick Bowens (VF : Med Hondo) : Simon Govier
- Errol Slue (VF : Greg Germain) : Jack Benton
- William S. Taylor (VF : Greg Germain) : Dan Miller
- Adrian Paul : Jack Traverse

## Production
- Alors que l'histoire se déroule en Afrique, tous les épisodes ont été tournés au Mexique.
- Originellement, dans ses aventures, le personnage Tarzan marche toujours les pieds nus sauf que l'acteur Wolf Larson a insisté de porter des chaussures pour se protéger des serpents présents dans les forêts[3].
- Le dernier épisode de la saison 3 est tourné fin 1993 pour une diffusion courant 1994. Il est diffusé en France au cours de la saison 1993-1994. Faute d'audience, le tournage ne reprend pas pour une saison 4 la saison suivante.
- La mort de Sean Roberge[3] dans un accident de voiture, le 29 juillet 1996 a marqué la fin définitive de la série[4].
- Aux États-Unis, la première saison a été diffusée durant la saison 1991-1992 en syndication. Les deux autres saisons sont restées inédites pendant plusieurs années. C'est la diffusion et l'arrêt des Aventures fantastiques de Tarzan, en mai 1997, qui poussent les chaines syndiquées américaines à diffuser les saisons 2 et 3 en 1997 et 1998.

## Épisodes

### Première saison (1991–1992)
1. Les Eaux empoisonnées (Tarzan and the Poisoned Water)
2. L'Enfant sans voix (Tarzan and the Silent Child)
3. La deuxième chance (Tarzan Tames the Bronx)
4. Un mannequin dans la jungle (Tarzan and the Picture of Death)
5. L'Invité indésirable (Tarzan and the Unwelcome Guest)
6. La Grotte des ténèbres (Tarzan and the Caves of Darkness)
7. La Fille de fer (Tarzan and the Woman of Steel)
8. La Rivière condamnée (Tarzan and the River of Doom)
9. Le Lion meurtrier (Tarzan and the Killer Lion)
10. Le Noël de Tarzan (Tarzan’s Christmas)
11. L'Orphelin (Tarzan and the Orphan)
12. Le Sauvetage (Tarzan and the Mystic Caves)
13. Le Trésor du pirate (Tarzan and the Pirate Treasure)
14. La Cité perdue (Tarzan in the Sacred Cave)
15. La Vengeance du tueur (Tarzan and the Killer’s Revenge)
16. Voyage dans l'inconnu (Tarzan’s Journey to Danger)
17. Les Visiteurs de l'espace (Tarzan and the Extra-Terrestrials)
18. La Chasse à l'homme (Tarzan the Hunted)
19. Le Cauchemar de Tarzan (Tarzan and the Enemy Within)
20. La Onzième Heure (Tarzan’s Eleventh Hour)
21. Le Cadeau mortel (Tarzan and the Deadly Gift)
22. Ouragan(Tarzan and the Savage Storm)
23. L'Oiseau aux œufs d'or (Tarzan and the Golden Egg)
24. Le Choix de Jane (Tarzan and the Test of Friendship)
25. L'Œil du cyclone (Tarzan in the Eye of the Hurricane)

### Seconde saison (1992–1993)
1. Un pollueur sans scrupule (Tarzan and the Polluted River) Un criminel revient dans la jungle dans l'espoir de découvrir un gisement d'uranium qui ferait enfin sa fortune, mais aussi pour se venger de Tarzan.
2. La Créature mutante ou l'homme poisson (Tarzan and the Mutant Creature) Jane est enlevée par une étrange créature aquatique qui l'emprisonne dans une grotte sous-marine.
3. La Montgolfière ou Voyage en ballon (Tarzan and the Wayward Balloon) Jane et Tarzan se portent au secours de Rogers et Cheetah, qui se retrouvent à plus de 100 km du campement à la suite de l'écrasement de la Montgolfière à bord de laquelle ils se trouvaient.
4. Le Missile maudit (Tarzan and the Missile of Doom) Un militaire arrive dans la jungle pour mettre hors d’état de nuire un missile nucléaire.
5. L'Instinct animal (Tarzan and the Primitive Urge) Alors qu'il cherche le remède pour un poison, Tarzan fait une chute et perd connaissance et la mémoire.
6. La Promesse brisée (Tarzan and the Broken Promise) Le premier homme blanc que Tarzan a rencontré revient dans la jungle et promet d'y rester.
7. Les Amazones (Tarzan and the Amazon Women) Un journaliste en visite dans la jungle est capturé par un groupe d'amazones.
8. La Femme aux lions ou Élevée par les Lions (Tarzan and the Lion Girl) Jane veut aider une jeune sauvageonne qui a été élevée par les lions.
9. Joyaux interdits (Tarzan and the Forbidden Jewels) Carl Houser retourne dans la jungle à la recherche d'animaux sauvages.
10. La clairière de feu (Tarzan and the Fire Field) Impatient de s'approcher d'un étonnant œuf de dinosaure qu'il vient de découvrir avec Jane, Roger ne se préoccupe pas des geysers de feu qui secouent la clairière. Mais l'explosion soudaine de la Jeep le ramène durement à la réalité.
11. Quand Tarzan rencontre Jane ou Première rencontre (Tarzan Meets Jane) Jane et Roger fêtent le premier anniversaire de leur arrivée dans la jungle et ils évoquent le souvenir de leur première rencontre avec Tarzan.
12. Le Brouillard mystérieux (Tarzan and the Mysterious Fog) Tarzan découvre une clairière dévastée dont la faune et la flore ont été décimées par un mystérieux brouillard et où il rencontre un homme qui affirme avoir obtenu le droit d'y tester un produit exfoliant.
13. Les Karaté Warriors ou les guerriers du Karaté (Tarzan and the Karate Warriors) Des champions de karaté, trafiquants de poudre de corne de rhinocéros, effectuent un atterrissage forcé dans la jungle. Jack, Jane et Roger sont faits prisonniers par les bandits.
14. La Loi de la jungle (Tarzan and the Law of the Jungle)
15. Le Puits de la mort (Tarzan and the Shaft of Death)
16. Les Fugueurs (Tarzan and the Runaways)
17. La Revanche du fugitif (Tarzan and the Fugitive’s Revenge)
18. Un rôle sur mesure (Tarzan and the Movie Star)
19. Rejets toxiques (Tarzan and the Toxic Terror)
20. La Journée de la Terre (Tarzan and the Earthly Challenge)
21. Illusions fatales (Tarzan and the Deadly Delusion)
22. Le Cheik mystérieux (Tarzan and the Mysterious Sheik)
23. L'Héritière diabolique (Tarzan and the Fountain of Youth)
24. Jeux dangereux (Tarzan’s Dangerous Journey)
25. Chanteuse en danger (Tarzan Rescues the Songbird)

### Troisième saison (1993–1994)
1. Marchands d'armes (Tarzan and the Deadly Cargo)
2. Jane, superstar (Tarzan and the Hollywood Adventure)
3. Témoin à charge (Tarzan and the Witness for the Prosecution)
4. Drôle de couple (Tarzan and the Odd Couple)
5. Araignées mortelles (Tarzan and the Death Spiders)
6. Jane a disparu (Tarzan and the Fear of Blindness)
7. La Vengeance du pirate (Tarzan and the Pirates Revenge)
8. Le Gage d'amour (Tarzan and the Ring of Romance)
9. Atu, l'homme de pierre (Tarzan and the Stoneman)
10. Cheetah et la Tortue (Tarzan and the Gift of Life)
11. Cheetah et le Diamant (Tarzan and the Jewel of Justice)
12. Le Fantôme du père Kelly (Tarzan and the Night Horrors)
13. Destination cosmos (Tarzan and the Russian Invasion)
14. La Star du rock (Tarzan and the Rock Star)
15. Chantage (Tarzan and the New Commissioner)
16. La Saison des amours (Tarzan and the Mating Season)
17. L'Éléphant de saphir (Tarzan and the Sapphire Elephant)
18. Le Roi des singes (Tarzan and the King of the Apes)
19. Les Jumeaux diaboliques (Tarzan and the Evil Twin)
20. Sixième Sens (Tarzan and the Sixth Sense)
21. Le Défi (Tarzan and the Dangerous Competition)
22. Au chevet de Cheetah (Tarzan and Cheeta’s Desperate Adventure)
23. Le Maléfice de Katunga (Tarzan and the Curse of Death)
24. La Sagesse de l'éléphant (Tarzan and the Fiery End)
25. Retour aux sources (Tarzan and the Return of the Bronx)

### Sources
- Tarzán sur Toutlecine.com
- Tarzán sur Dvdseries.net